# Carl Napp

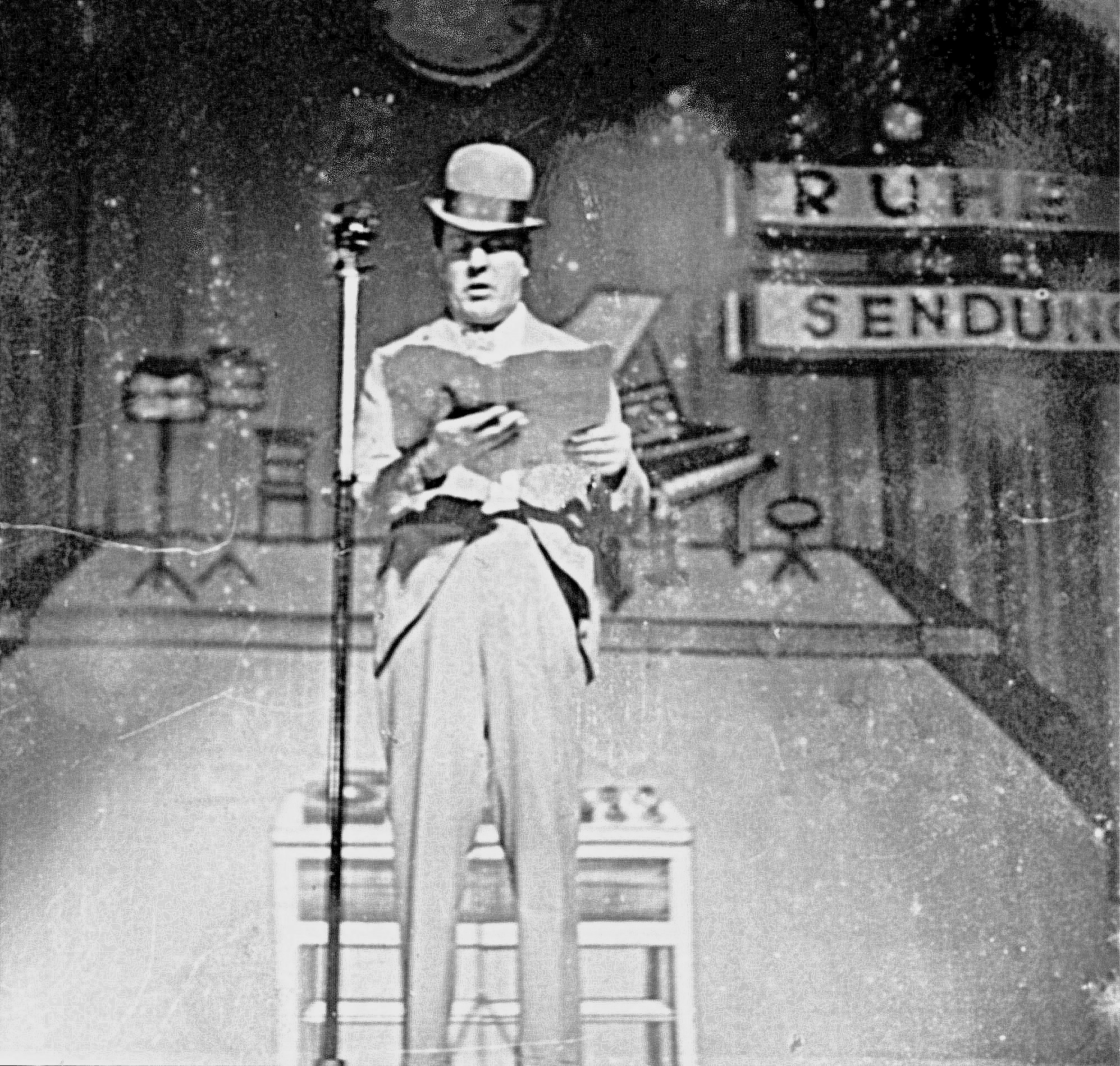
Carl Napp bei einem Auftritt im Olympia-Theater Dortmund im Februar 1942

Carl Napp (* 20. August 1890 in Düsseldorf; † 21. März 1957 in Berlin-Charlottenburg), eigentlich Carl Nohé, bisweilen auch Karl Napp, war ein deutscher Humorist, Kabarettist, Revueregisseur und -darsteller sowie Schauspieler.

## Werdegang
Carl Nohé arbeitete seit seinem fünfundzwanzigsten Lebensjahr als Theaterschauspieler, während des Ersten Weltkrieges als Frontschauspieler, im Etappenbereich und in Gefangenenlagern. Ziel und Inhalt der Aufführungen, an denen Nohé oder Napp, wie er sich jetzt nannte (wahrscheinlich, weil sein richtiger Name zu französisch klang), teilhatte, war vor allem die Unterhaltung. Napp organisierte u. a. bunte Abende mit komischen Einlagen. Mitte der 1920er-Jahre arbeitete Karl Napp dann als Schauspieler an verschiedenen Bühnen Berlins, aber erst 1931 hatte er mit seinen Solo-Programmen, darunter der Wagner-Revue Nie sollst du mich befragen in der Hauptstadt Erfolg.
Zur Zeit des Dritten Reichs wurde Napp dann einem größeren Publikum bekannt, war Darsteller in eigenen Revuen. Besonders beim Publikum der Berliner Scala erfreuten sich seine Auftritte mit selbstverfassten und -vorgetragenen kabarettistischen Miniaturen großer Beliebtheit. Napps unverfänglicher, da unpolitischer Humor war insbesondere bei den Nationalsozialisten gefragt. „Wenn ich einen Abend bei Carl Napp gewesen bin und einmal so richtig gelacht habe, so dass ich mir die Seiten halten muss, – ja dann habe ich mich erholt. Davon lebe ich noch vierzehn Tage. Und das geht den anderen auch so“, äußerte sich beispielsweise der NSDAP-Reichsleiter Robert Ley über den Künstler.
Verbreitung fanden Napps humoristische Vorträge neben Auftritten vor Publikum auch über Schallplatten und das Radio; zwei Bände des Albums Künstler am Rundfunk widmen ihm 1932 und 1936 eine Seite mit Bild und erwähnen lobend seine Leistungen.
1939 erschien sein Buch Die schönsten Rosinen aus dem Nappkuchen gebacken und serviert von Carl Napp. In deutschen Spielfilmen der letzten Kriegsjahre sowie der Nachkriegszeit hatte Carl Napp eine Reihe von zumeist Kurzauftritten als Darsteller, oft in Zusammenarbeit mit Heinz Rühmann. Napp starb 1957 in Berlin.

## Trivia
1976 gründete sich in Frankfurt am Main eine Theater- und Kabarettgruppe unter dem Namen „Karl Napp’s Chaos Theater“, aus dem 1982 das Vorläufige Frankfurter Fronttheater hervorging, (später Frankfurter Fronttheater).

## Filmografie
- 1942: Ein Geheimnis mit Carl Napp (Werbekurzfilm)
- 1944: Träumerei
- 1945: Die Schenke zur ewigen Liebe (unvollendet)
- 1950: Hochzeit mit Erika
- 1950: Die fidele Tankstelle
- 1952: Einmal am Rhein
- 1953: Keine Angst vor großen Tieren
- 1956: Das Sonntagskind

## Tondokumente
- "Der Radfahrer", Odeon O-26 724 (mx. Bi 1127), auch Gloria G.O.10 810 a.[4]
- "Nie sollst du mich befragen (Neues über Richard Wagner)", Odeon O-26 724 (mx. Bi 1128), auch Gloria G.O.10 810 b.[5]
- "...und abends in die Scala" (auch mit Otto Stenzel, Tino Rossi, Ernst Weiland, Werner Kroll), Vinyl-DoLP
- "Programm für Millionen / 1923–1949" (aus der Reihe: 50 Jahre Deutscher Rundfunk – Die wichtigsten und interessantesten Höhepunkte aus Rundfunksendungen der Vergangenheit), Vinyl-DoLP

## Einzelbelege
1. ↑  Anita Wolfartsberger: Das „Mittelstück“ im ‚Wiener Werkel’. Magisterarbeit. (public.univie.ac.at (Memento vom 18. Juli 2007 im Internet Archive))
2. ↑  Volker Kühn (Hrsg.): Deutschlands Erwachen. Kabarett unterm Hakenkreuz 1933–1945. Quadriga Verlag, Weinheim / Berlin 1989, ISBN 3-88679-163-7, S. 101 (Originalzitat Ley)
3. ↑  radiomusaeum.org (Memento des Originals vom 27. März 2019 im Internet Archive)  Info: Der Archivlink wurde automatisch eingesetzt und noch nicht geprüft. Bitte prüfe Original- und Archivlink gemäß Anleitung und entferne dann diesen Hinweis. : Album “Künstler am Rundfunk”, Berlin, Rothgießer & Diesing, 1932, S. 250 : „Der ausgezeichnete Komiker Karl Napp ist ein stets gern gehörter Vortragskünstler im Rahmen der "Lustigen Abende" des Westfunks.“
Album Künstler im Rundfunk, Teil 4, Berlin, Rothgießer & Diesing, 1936, S. 44 : „Er gehört zu den beliebtesten Komikern des deutschen Varietés“.
4. ↑  Schellack-Schallplatte, aufgen. Berlin, 29. Dezember 1932, anzuhören auf youtube
5. ↑  Schellack-Schallplatte, aufgen. Berlin, 29. Dezember 1932, anzuhören auf youtube bzw. youtube

| Personendaten    | Personendaten                                    |
| ---------------- | ------------------------------------------------ |
| NAME             | Napp, Carl                                       |
| ALTERNATIVNAMEN  | Nohé, Carl (wirklicher Name); Napp, Karl         |
| KURZBESCHREIBUNG | deutscher Humorist, Kabarettist und Schauspieler |
| GEBURTSDATUM     | 20. August 1890                                  |
| GEBURTSORT       | Düsseldorf                                       |
| STERBEDATUM      | 21. März 1957                                    |
| STERBEORT        | Berlin-Charlottenburg                            |